# Historia de la provincia de Tucumán

Bandera de la Provincia de Tucumán.

Historia de la provincia de Tucumán en Argentina.
El primero que llegó por la zona norte de lo que actualmente es Argentina fue Diego de Almagro en 1535, quien es gobernador de la Nueva Toledo, como se la llamaba en ese entonces al sur del Perú. Con una tropa de medio millar de hombres, incluyendo a religiosos mercedarios, y algunos indios principales, toca territorios de lo que hoy es Tucumán, Salta, Jujuy y Catamarca, en un largo viaje rumbo a las "Sierras Nevadas" como se la llamaba en ese entonces a los Andes. 
Desde antes de la expedición de Almagro, la palabra Tucumán, figuraba en las conversaciones de la gente del pueblo y en los soldados del Perú. En torno a esa también se fantaseaban gobernadores y dignatarios. Tan vieja era la denominación, que el inca Garcilaso la remonta hacia fines del siglo XIII o comienzos del siglo XIV. En los "comentarios reales" figura que, en ese entonces, se presentó ante el inca Viracocha un grupo de "embajadores del reino llamado Tucma (que los españoles llamaban Tucumán)" y le pidieron que los tomara bajo su protección, aseverando su petición con la muestra de productos que revelaban la fertilidad de esa tierra.
El significado de la palabra "Tucumán", se puede decir que es un enigma. Existen diversas corrientes acerca del origen, tan diferentes entre sí, que al revisarlas se contraponen, dejando a su libre interpretación. Algunos afirman que está compuesta de "tuca" que significa todo, y "mana" que es una negación, es decir "nada de todo", que sería lo que le habrían contestado al inca los emisarios que mandó averiguar si había oro. Otros afirman que fueron los soldados de Pizarro cuando preguntaron acerca de la existencia de oro o plata, los nativos respondían "manan", es decir, no hay. Airados los españoles decían: "tucuimana, a todo correspondeis que no hay".
Por su parte, hay quienes que consideran que como en Tucumán terminaban los dominios del inca, la palabra significaba "dirección donde acaba". A su vez algunos historiadores jesuitas hacen mención a que la voz se refiere al pueblo de un poderoso cacique del valle Calchaquí, de nombre Tucma. Otra interpretación sugiere que podría significar "hacia los tucus", dada la enorme población de coleópteros de ojos fosforescentes se llaman tucus en esa zona. Otros muy por el contrario traducirían Tucumán como "el lugar de los algarrobos", o "país del algodón", o "cuerpo fuerte, grande".
Los naturales llamaban “Tucma” a esta región o reino, los españoles lo llamaban “Tucumán”. Según Garcilaso. 
Lo llamativo es que precisamente este nombre, en la época de la conquista, abarcaba casi la mitad de la Argentina y que finalmente quedó limitado a la más pequeña de sus provincias, pero como describe Juan B. Terán, despierta "tal número de elementos históricos o geográficos del país, que ha alcanzado el sentido de una expresión simbólica (…) como es la Sevilla de España o Florencia de Italia".

## Entrada de Diego de Rojas
Durante el siglo XVI, siempre que se mencionaba a Tucumán se pensaba tierras a conquistar, en aborígenes a dominar, y en abundancia de oro y plata. Estos pensamientos enceguecieron la mente de Diego de Rojas, primer conquistador español que llegó a la provincia, en 1.550, por los Valles Calchaquíes, cuando logró el permiso del entonces gobernador del Perú, Cristóbal Vaca de Castro, para explorar una zona "situada entre la provincia de Chile y el nacimiento del río grande que llaman La Plata (hoy Sucre)". Para ello, armó un ejército de no menos de 200 hombres, que eran muchísimos si tenemos en cuenta la población de Perú en esa época. En dicha expedición incluían sacerdotes y mujeres (entre ellas una negra esclava que había adquirido en Nicaragua).
La expedición partió en tres partes: Felipe Gutiérrez, como capitán general y Nicolás Heredia, maestre de campo eran subalternos.